# José Reis da Silva Ramos
José Ramos nasceu a 15 de agosto de 1946 na freguesia de Oliveira do Douro, em Vila Nova de Gaia. É formado em Engenharia Metalúrgica, pela Faculdade de Engenharia da Universidade do Porto.
Entrou para a Salvador Caetano com apenas 22 anos, em 1968, ano da chegada a Portugal da Toyota. Começou primeiro a trabalhar na Empresa de fabrico dos autocarros Salvador Caetano (agora CaetanoBus) e foi até 1975 assistente de Salvador Fernandes Caetano, Fundador e à data Presidente do Conselho de Administração do Grupo Salvador Caetano. 
Nesse mesmo ano passou a integrar a Administração da Empresa e, mais tarde, em 1986, assume a posição de Vice-Presidente da Salvador Caetano – I.M.V.T. (hoje Toyota Caetano Portugal – TCAP).
Dando continuidade à liderança e à solidez que a Empresa vem consolidando no mercado e no Grupo Salvador Caetano, em 2010, assume a Presidência da TCAP, três anos depois da Toyota ter atingido em Portugal a marca de 500.000 unidades vendidas.
Acumula ainda vários outros cargos de responsabilidade noutras empresas do Grupo Salvador Caetano, das quais se destacam a Presidência da Salvador Caetano Indústria SGPS, da CaetanoBus, da Caetano Aeronautic, da Caetano Auto, da Rigor, da Lusiletra, da Portianga, da Robert Hudson e da Salvador Caetano África SGPS. 
Voz ativa na indústria automóvel, José Ramos assumiu a presidência da ACAP – Associação Automóvel de Portugal – entre 2007 e 2013, mantendo atualmente a Vice-Presidência da Direção.  Como reconhecimento pelo contributo profissional e dedicação pessoal à Associação desde longa data, de que se destaca a liderança ao longo dos 2 mandatos, a ACAP homenageou-o com um Prémio de Honra em 2013.
Em complemento às lides empresariais, em 2002 é nomeado Cônsul Honorário do Japão, cabendo-lhe a missão de promover na sua atividade a ligação entre os dois países.
O prestígio angariado enquanto empresário, gestor e cidadão, levou-o a outros reconhecimentos. Em 2015 recebe a condecoração da “Ordem do Sol Nascente, Raios de Ouro com Laço”; uma das mais altas distinções concedidas pelo Imperador do Japão a cidadãos estrangeiros que têm contribuído grandemente para o desenvolvimento do mútuo entendimento e dos laços de amizade entre o Japão e os outros países.

Resultante do seu trabalho como empresário reconhecido no setor automóvel para o desenvolvimento da Economia Portuguesa, nomeadamente na região do Grande Porto, assim como do seu empenho pessoal, foi homenageado em 2009 com a Medalha de Ouro da Cidade de Vila Nova de Gaia e, em 2013, a Medalha de Mérito da Freguesia de Oliveira do Douro. Em 2016, foi-lhe também atribuída a Medalha de Mérito Municipal Ouro pelo Município de Ovar. 